# Fozzy (album)
Fozzy è il primo eponimo album in studio del gruppo musicale heavy metal statunitense Fozzy, pubblicato nel 2000.
L'album è costituito prevalentemente da cover.

## Tracce
1. Stand Up and Shout (Dio cover) – 3:39
2. Eat the Rich (Krokus cover) – 4:05
3. Stay Hungry (Twisted Sister cover) – 2:57
4. The Prisoner (Iron Maiden cover) – 6:19
5. Live Wire (Mötley Crüe cover) – 3:15
6. End of Days – 3:55
7. Over the Mountain (Ozzy Osbourne cover) – 4:32
8. Blackout (Scorpions cover) – 3:39
9. Feel the Burn – 4:24
10. Riding on the Wind (Judas Priest cover) – 3:09

## Formazione
- Chris Jericho (accreditato come Moongoose McQueen) – voce
- Rich Ward (accreditato come Duke LaRüe) – chitarra, cori
- Dan Dryden (accreditato come Shawn "Sports" Pop) – basso, cori
- Frank Fontsere (accreditato come KK LaFlame) – batteria
- Ryan Mallam (accreditato come The Kidd) – chitarra